# Rocca Sinibalda
Rocca Sinibalda – miejscowość i gmina we Włoszech, w regionie Lacjum, w prowincji Rieti.
Według danych na rok 2004 gminę zamieszkiwało 819 osób, 16,7 os./km².